# Zosime d'Ascalon
Pour les articles homonymes, voir Zosime.
Zosime est un grammairien et biographe grec ayant vécu à la fin du Ve siècle et au début du VIe siècle sous le règne de l'empereur Anastase Ier. Originaire de Gaza ou d'Ascalon, l'encyclopédie byzantine la Souda le crédite d'un Dictionnaire de rhétorique et de Commentaires sur les orateurs attiques Démosthène et Lysias.
On a conservé de lui une Vie de Démosthène, et une anonyme Vie d'Isocrate lui a parfois été attribuée, sur la foi d'une scholie du texte grec.

## Éditions modernes
- Vie de Démosthène

Westermann A., Biographoi. Vitarum scriptores Graeci minores, Brunswig, 1845, p. 297-302
- Vie d'Isocrate

Westermann A., Biographoi. Vitarum scriptores Graeci minores, Brunswig, 1845, p. 253-259
Mathieu G., Brémond E., Isocrate, Discours, T1, Budé, 1928, p. xxxii-xxxviii (accompagné d'une traduction française)